# Phyllagathis longicalcarata
Phyllagathis longicalcarata är en tvåhjärtbladig växtart som beskrevs av Carlo Hansen. Phyllagathis longicalcarata ingår i släktet Phyllagathis och familjen Melastomataceae. Inga underarter finns listade i Catalogue of Life.